# Караоткельський сільський округ
Караотке́льський сільський округ (каз. Қараөткел ауылдық округі, рос. Караоткельский сельский округ) — адміністративна одиниця у складі Цілиноградського району Акмолинської області Казахстану. Адміністративний центр — село Караоткель.
Населення — 10125 осіб (2021; 4655 у 2009, 1902 у 1999, 1594 у 1989).
Станом на 1989 рік існували Ільїнівська сільська рада (села Жанажол, Ільїнка, Соцказахстан) та Малиновська сільська рада (села Малиновка, Родионовка). 1993 року ці сільради утворили Малиновський сільський округ. 2000 року зі складу Малиновського сільського округу виділено Караоткельський сільський округ. 2024 року село Каражар (колишнє Соцказахстан) утворило окрему Каражарську сільську адміністрацію.

## Склад
До складу округу входять такі населені пункти:
| Населений пункт  | Населення, осіб (1989) | Населення, осіб (1999) | Населення, осіб (2009) | Населення, осіб (2021) |
| ---------------- | ---------------------- | ---------------------- | ---------------------- | ---------------------- |
| Жанажол, село    | 371                    | 345                    | 345                    | 321                    |
| Караоткель, село | 1223                   | 1557                   | 4310                   | 9804                   |